# Einstigsfoss

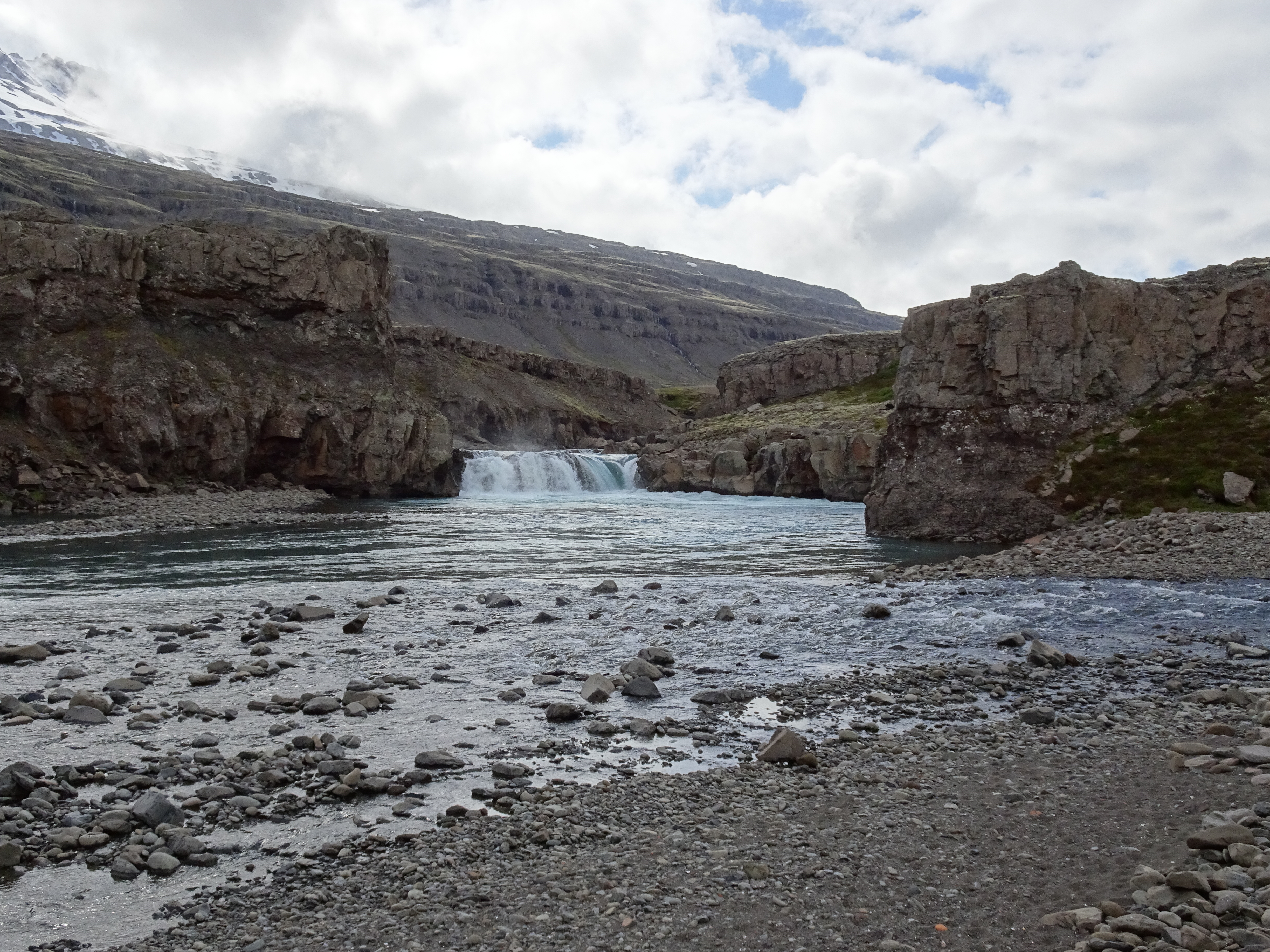
De Einstigsfoss.

De Einstigsfoss is een waterval in de Hamarsá in de Oostfjorden van IJsland, niet ver van Djúpivogur. De Hamarsá komt in de Hamarsfjörður uit. Vanaf de hringvegur, de ringweg die rond IJsland loopt, gaat een gravelweg naar de waterval.